# (34442) 2000 SS64
2000 SS64 (asteroide 34442) é um asteroide da cintura principal. Possui uma excentricidade de 0.19657180 e uma inclinação de 5.35293º.
Este asteroide foi descoberto no dia 24 de setembro de 2000 por LINEAR em Socorro.